# Ніса (Туркменістан)
Ніса́, Наса́ або Неса́ (туркм. Gadymy Nusaý, перс. نسا, дав.-гр. Νισαία, також Парфавніса) — стародавнє місто, руїни якого розташовані поблизу поселення Багір, на 18 км західніше від Ашгабата, столиці Туркменістану. Складається з двох городищ — Нової Ніси, парфянського міста в долині, і Старої Ніси — царської фортеці на пагорбі.

## Історія
Місто засноване біля підніжжя Копетдагу парфянами в III столітті до н. е. Протягом наступних шести століть було головним містом династії Аршакідів, а іноді і столицею Парфії (під іменем «Міхрідаткірт», на честь царя Мітрідата І). Після приходу до влади Сасанідів занепало, відродилося в Середні віки як торговий центр на Шовковому шляху.
В Х столітті Ніса була передана саманідом Нухом II правителю Хорезма Мамуну. Місто знаходилося під владою Мамунідів до завоювання Хорезму Махмудом Газневі в 1017 році. Син Махмуда Масуд в 1035 році був змушений віддати Нісу сельджукам, які вторглися в Хорасан.
З XII століття місто перейшло під владу нової династії хорезмшахів — Ануштегінідів, під владою яких залишалося до монгольського завоювання в 1220 році. З XVI століття Ніса поступово занепадала і до 1820-х років являла собою руїни.

## Стара Ніса
Стара Ніса — відособлена царська фортеця на пагорбі, носила ім'я Мітрідаткерт («фортеця Мітрідата»), заснована Мітрідатом I або Мітрідатом II в II столітті до н. е. До I століття н. е. слугувала місцем поховання парфянських царів, поки на престол не зійшла молодша гілка Аршакидів і царською усипальницею стала Арбела. Площа городища 17 гектарів, в ній знаходяться декілька споруд:
- «Квадратний дім» — споруда, слугувала царською скарбницею, була побудована в II-I століттях до н. е. Являла собою будинок 60 на 60 метрів, без вікон, з центральним відкритим двором, навколо якого розташовувалось 12 кімнат з глинобитной лавою в кожному приміщенні. Стіни будинку були зроблені з сирого цегли, а перекриття були дерев'яними. Будівлю прикрашали фризи із зображенням як еліністичного походження — зображення Геракла і левових морд, так і місцевого — типове для Аршакидів зображення сагайдака зі стрілами. Практично все, що зберігалося в «домі», було вкрадено грабіжниками, залишилися предмети або зіпсовані, або ті, які не представляли для них цінності. Найвідоміші із знахідок в «домі» — так звана «Статуя Родогуне»[2], «статуя східної богині»[3] і численні декоровані ритони[4], знахідки виставляються в Головному музеї Туркменістану.
- «Квадратна зала» — парадне приміщення царської резиденції, перебудоване в I—II століттях н. е. з більш давньої споруди. Розміри зали — 20 на 20 метрів, споруджена на двометровій платформі з сирої цегли, висота стін 10 метрів, а товщина 3 метри. Стеля спочиває на 4 несучих колонах, прикрашених капітелями коринфського ордера. Усередині храм був прикрашений глиняними статуями і багатобарвним розписом стін. За допомогою системи коридорів зала сполучалася із 2 баштоподібними спорудами з обох сторін зали. Імовірно весь цей комплекс служив храмом вогню.
- «Круглий храм» — кругла споруда діаметром 17 метрів, внутрішнє оздоблення було оформлено у 2 яруси: перший був облицьований гладким білим ганчем, другий ярус розділявся невеликими колонами, між якими в нішах стояли глиняні статуї.

## Дослідження
За допомогою розкопок, які проводилися в Нісі М. Є. Массоном, були виявлені руїни колонної зали, святилищ та укріплень, документи написані арамейським письмом парфянською мовою, свідчення повсякденного побуту парфян, їх еліністичного мистецтва (наприклад, розфарбовані монументальні статуї із обпеченої глини).

## Галерея

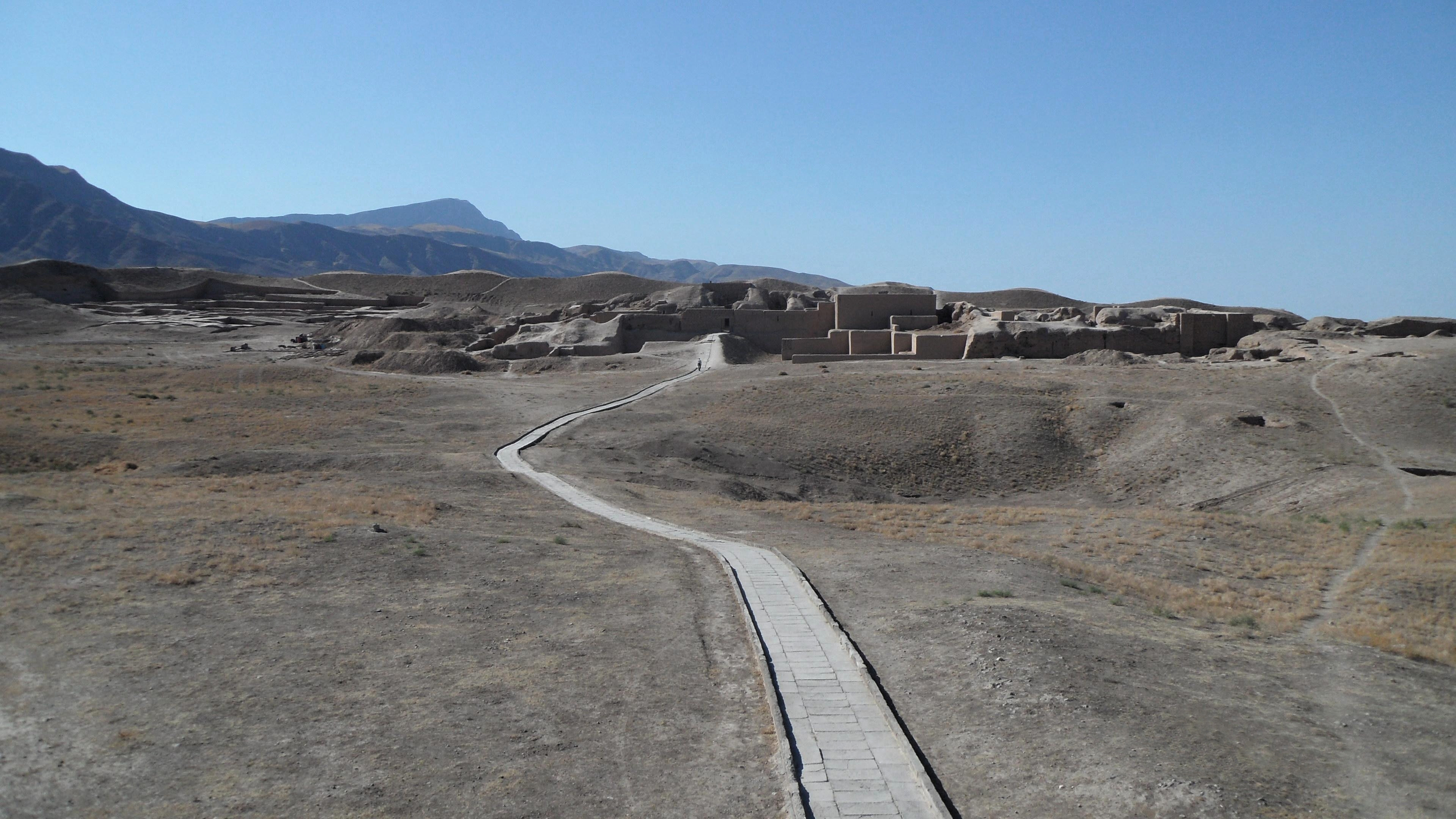
Руїни
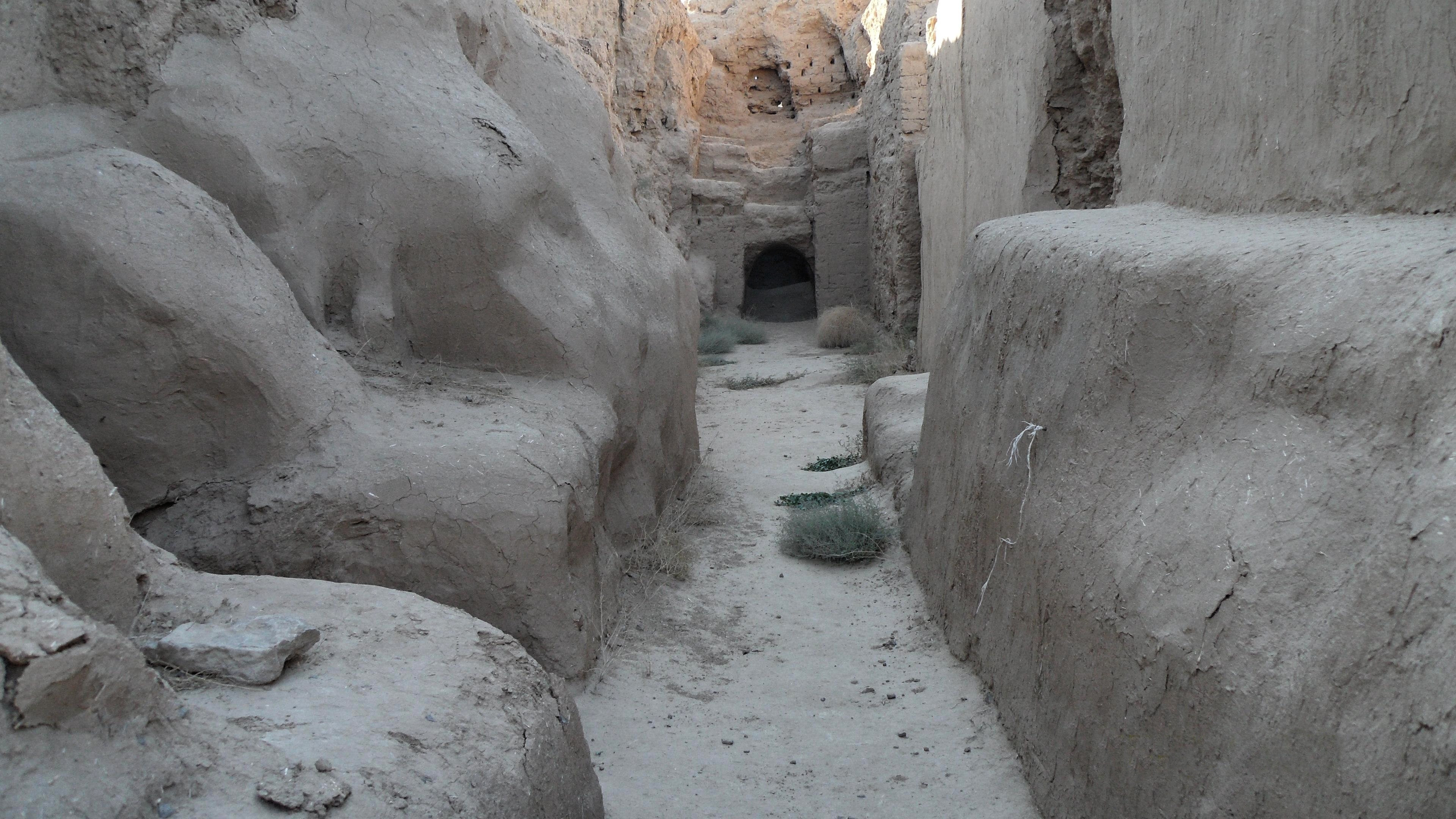
Вулиця на холмі розкопок
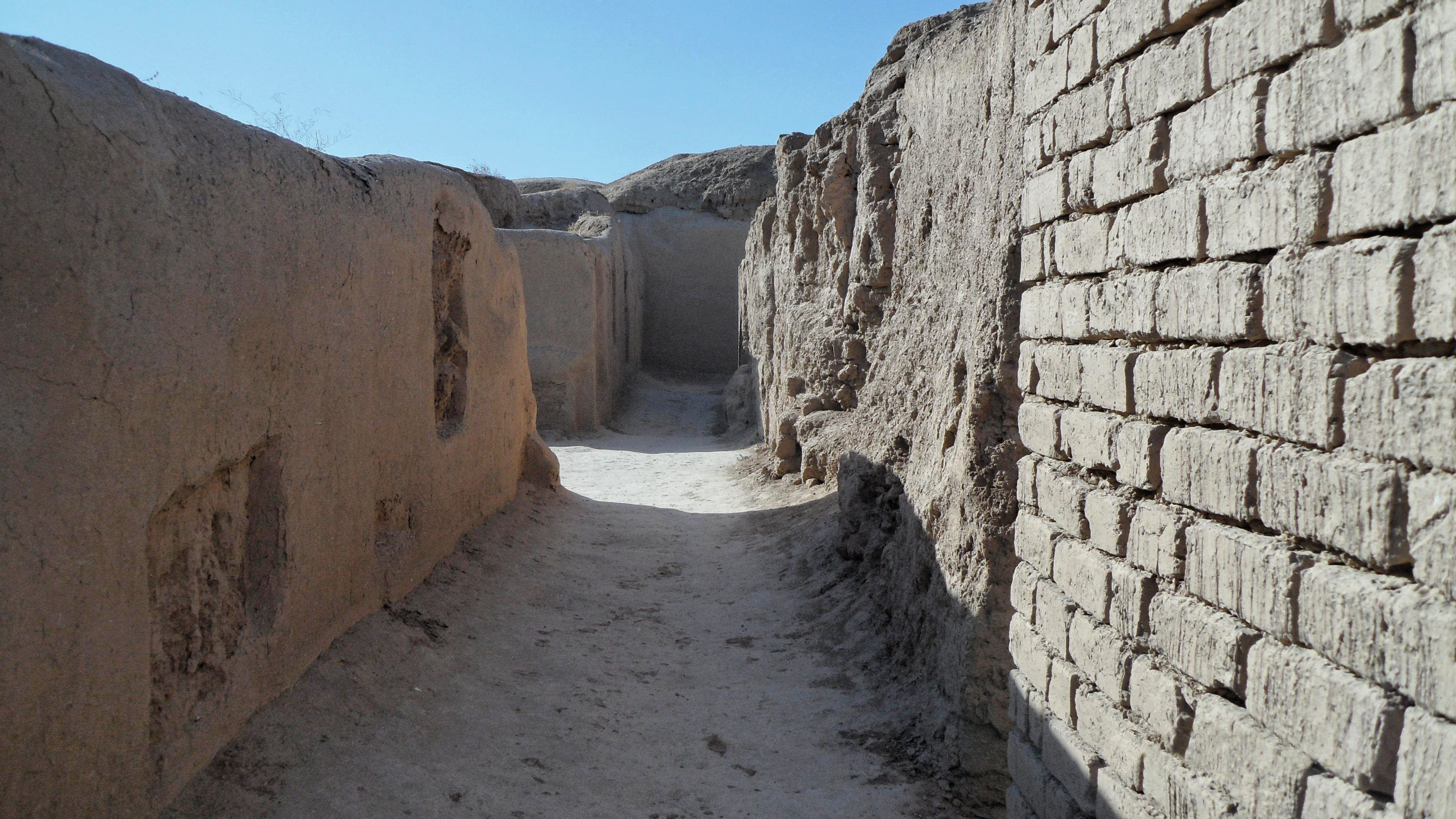
Вулиця на холмі розкопок
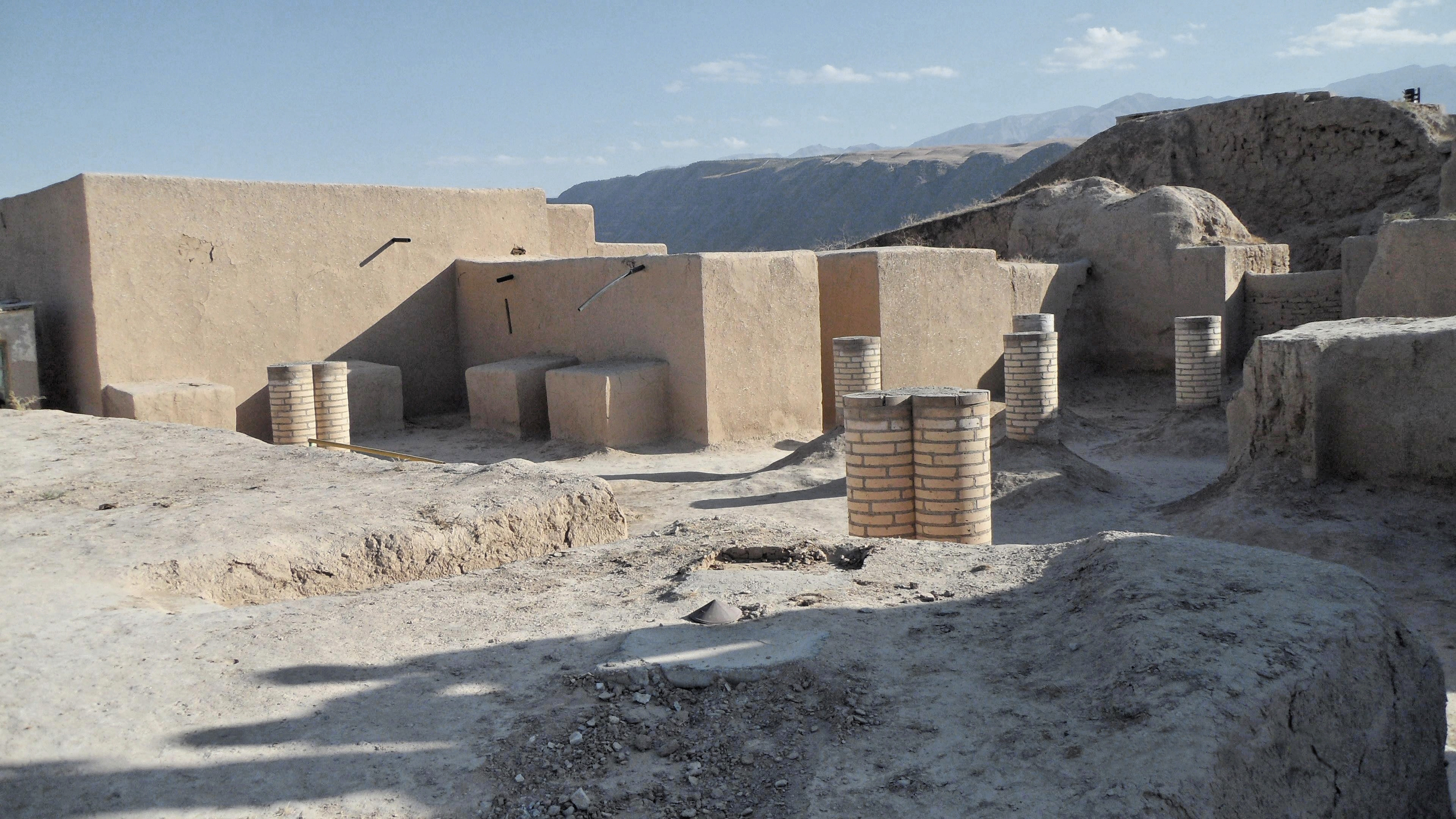
Розкопки
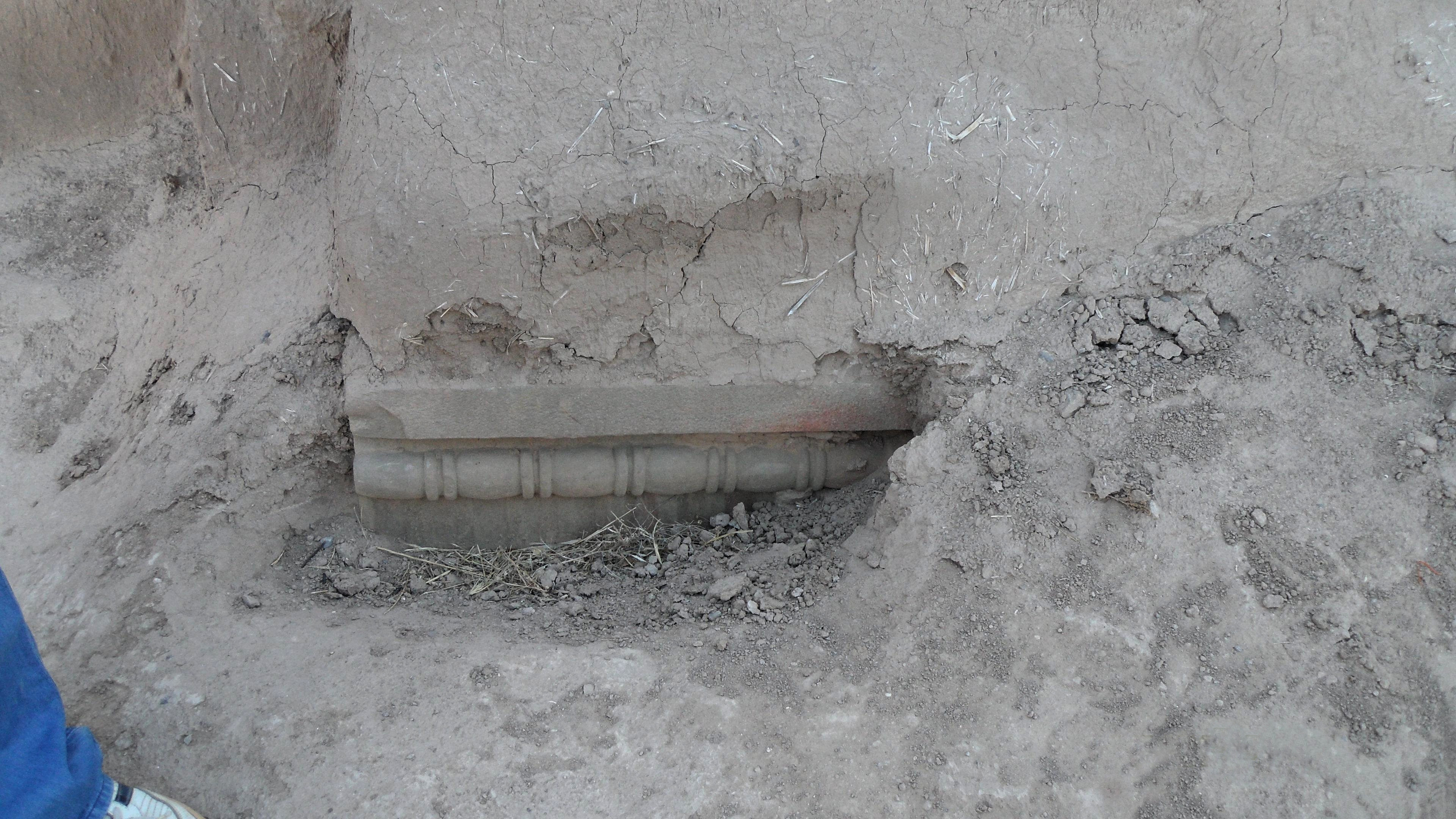
Розкопки
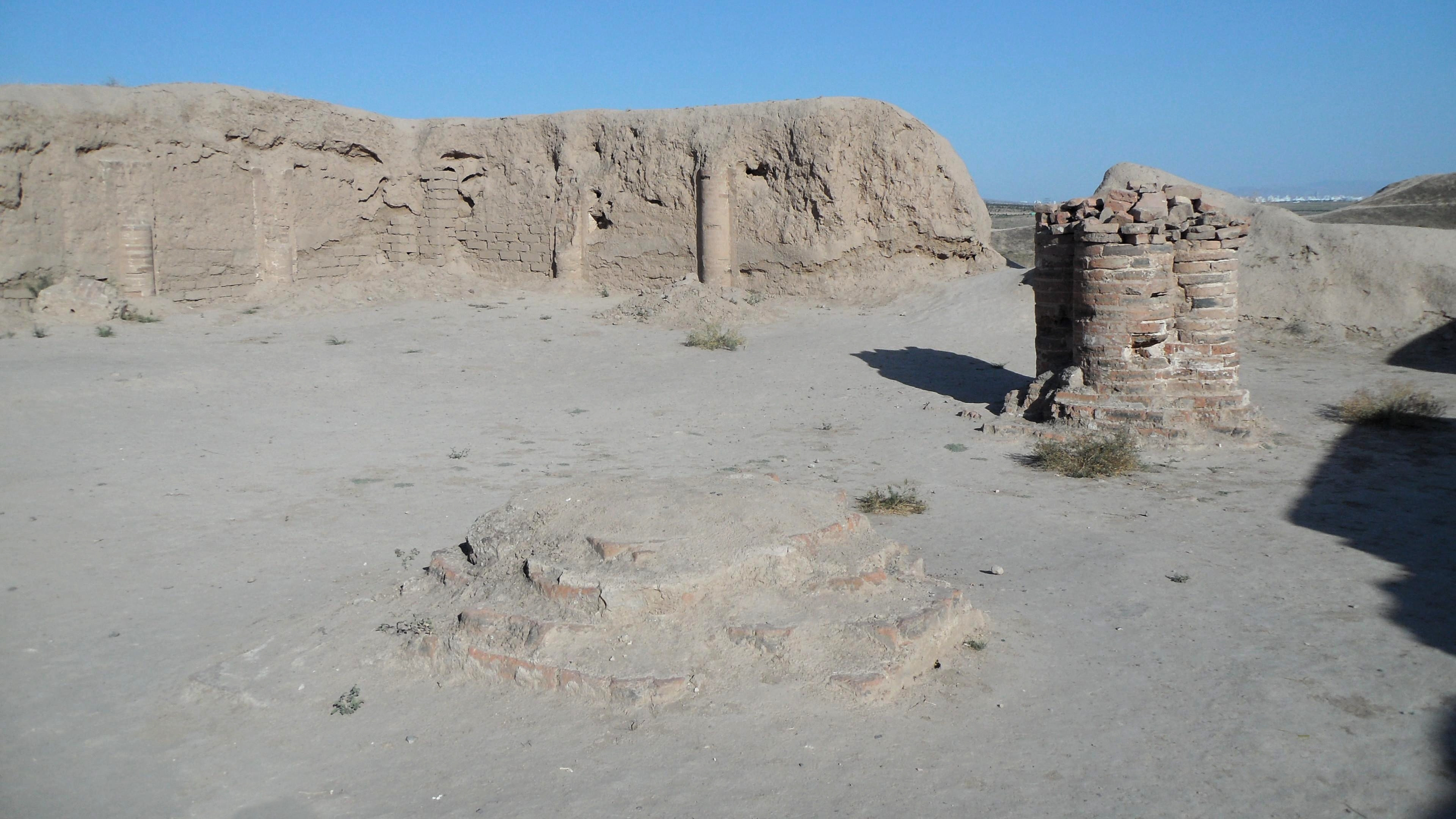
Стовпи палацу
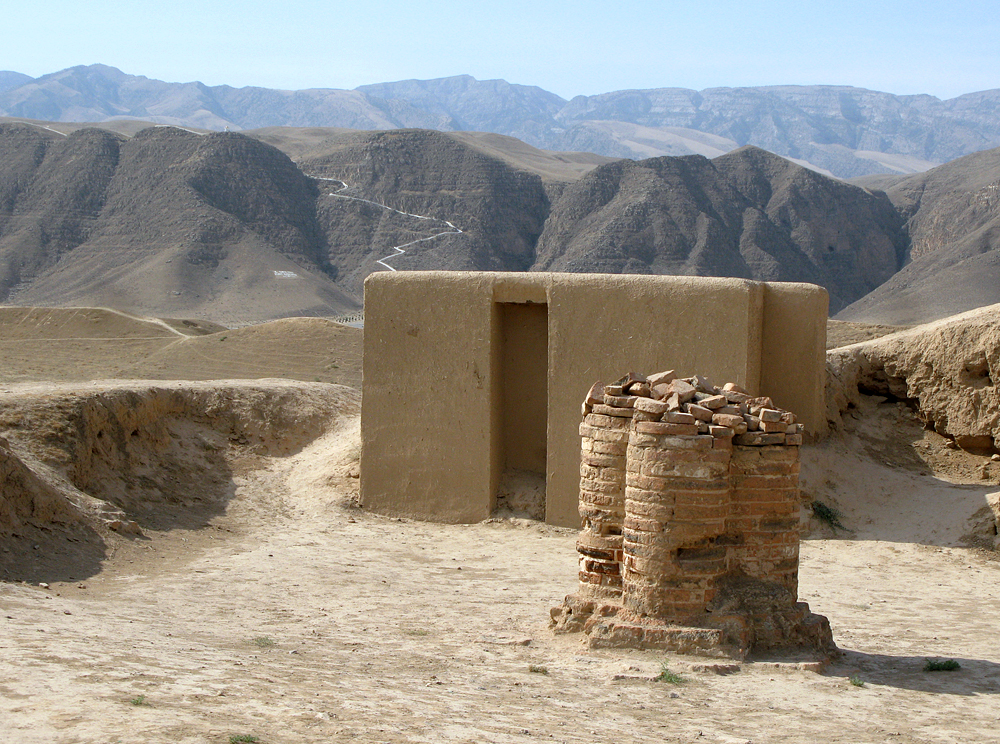
Вид на руїни на горах